# Oscar Castro
Ne doit pas être confondu avec Óscar Castro Zúñiga, écrivain et poète chilien
Pour les articles homonymes, voir Castro.
Óscar Emilio Castro Ramírez dit Oscar Castro, né le 13 mai 1947 à Santiago (Chili) et mort le 25 avril 2021 à Paris 14e, est dramaturge, comédien et metteur en scène français d'origine chilienne, directeur du théâtre Aleph.

## Biographie
Oscar Castro fonde le théâtre Aleph à Santiago du Chili en 1968 avec des amis étudiants. Autodidactes et provocateurs, ils écrivent des pièces de théâtre musicales remplies d’humour, de poésie et de dérision. L’Aleph devient un mythe et une référence dans le monde du théâtre latino-américain.
Après avoir censuré leur travail, la dictature  militaire arrête Castro et des membres de la troupe et les enferme deux ans en camps de concentration, puis les exile.

Dans les camps, Oscar Castro crée une pièce de théâtre par semaine, et fonde un « État libre » au cœur du camp de la mort. Chef de la rébellion passive des prisonniers, il s'improvise « maire de l'État le plus libre du Chili » (la manière dont il qualifie son « territoire ») et se permet des extravagances sidérantes dans un tel environnement ; il se fait déplacer en brouette avec chauffeur et garde du corps, porte un haut-de-forme tiré d'un sac d'habits de la Croix-rouge, et accueille même les nouveaux prisonniers par un discours de bienvenue ! Les prisonniers membres de son « pays » n'acceptent pas l'état d'esprit qu'on veut leur imposer, et refusent de renoncer à la joie ; ils ont pour devise : 

« s'ils [les militaires du régime de Pinochet] nous voient tristes, ils nous aurons enfermés une deuxième fois. »

Ainsi, et malgré les efforts considérables que cela demandait, Castro et ses congénères gardaient le sourire et la joie de vivre dans le pire des endroits que la folie humaine a généré. 
Depuis 1977, Oscar Castro réside en France — il obtient la nationalité française en 1995 —, où il réalise ses créations et dirige sa nouvelle compagnie, dans son lieu, le théâtre Aleph basé à Ivry-sur-Seine.
Le 25 avril 2021, il meurt de complications de la Covid-19,.

### Décorations
- 1991 : Chevalier dans l'ordre des Arts et des Lettres[9]
- Chevalier de la Légion d'honneur (14 juillet 2018)[10]

## Parcours

### Quelques dates
Acteur, dramaturge, metteur en scène, Oscar Castro écrit et monte plus de trente pièces avec sa compagnie, le théâtre Aleph, pièces qui tournent en France, en Europe et en Amérique latine.
- 1982 : Déclaré membre du PEN club français. Carte de membre no 535[réf. nécessaire].
- 1983 : Prix du meilleur texte et de la meilleure mise en scène pour sa pièce, La Nuit suspendue aux Rencontres Charles Dullin à Villejuif[11].
- 1988 : Résistances sur A2 lui consacre son émission, autour d’un 52 min réalisé par Frédéric Laffont et Pierre Barouh, On s’est tant aimé à Santiago.
- 1990 : Création du Théâtre des gens et des métiers ; le premier festival est programmé au Bataclan.
- 1995 : Installation du théâtre Aleph, lieu de création, de formation et de représentation de sa compagnie, à Ivry-sur-Seine. Il y crée son école de théâtre, le Latin’Actor, programme les pièces de son répertoire, développe le théâtre d’intervention et sa démarche de théâtre social, le Théâtre des gens et des métiers, en direction des exclus, des quartiers, mais aussi des métiers, des entreprises[12].
- 2010 et 2011 : Oscar Castro invente un nouveau concept : « Les mardis des indisciplinés ».
- 2013 : Oscar Castro recrée le théâtre Aleph à Santiago avec de jeunes comédiens chiliens.
- 2012/2014 : Intervenant à Sciences Po dans le cours de Pierre Mounier sur le livre numérique dans le cadre du programme de rénovation pédagogique Forccast dirigé par Dominique Boullier à Sciences Po et 12 autres établissements.
- 2016 : Remise d'une maison à Santiago par le ministre du Patrimoine pour le théâtre Aleph Chili.
- 2017 : Fête des 50 ans du théâtre Aleph.

### Quelques rencontres
Oscar Castro s’entoure de personnalités fidèles qui collaborent à son travail :
- Robert Doisneau est le président du théâtre Aleph de 1990 à 1994.
- Pierre Barouh travaille avec Oscar Castro et l’Aleph, sur quatre créations: Le Kabaret de la dernière chance[13], La maison accepte l’échec, Malenke et La Tralalaviata. Il signe les paroles des chansons, et joue dans les quatre pièces de 1985 à 1991. Tournées dans toute la France.
- Pierre Richard intègre comme acteur le théâtre Aleph, en 1996 et 1997 dans Meurtre à Valparaiso, un cabaret-polar, puis dans Il était une fois un roi en 1999. Tournée en Sibérie, Ukraine, France, Belgique, Chili.
- Adel Hakim, le directeur du théâtre des Quartiers d'Ivry[14] réalise, avec le théâtre Aleph, la mise en scène de deux pièces d’Oscar Castro, Le 11 septembre de Salvador Allende[15] (2003-2004) et La Nébuleuse Vie de José Miranda[16] (2009-2011). Chacune des deux pièces est programmée pour une quarantaine de représentations en coproduction avec le TQI. Tournée en Île-de-France, en province et au Chili.
- Serge Orru, le directeur de WWF, soutient et parraine avec WWF, une création du théâtre Aleph sur le thème de l’écologie, Hasta la vida siempre ! (2007), comédie burlesque et poétique, écrite et dirigée par Oscar Castro. Tournée en Île-de-France, en province, en Belgique, en Espagne et au Chili.
- Danielle Mitterrand, présidente de France Libertés et du mouvement des Porteurs d’eau (créé en 2009), est depuis des années une inconditionnelle du travail d’Oscar Castro. Pour soutenir et défendre son mouvement sur l’eau, Oscar et ses comédiens deviennent « porteurs d’eau[17] ». Il écrit en 2010 la pièce Les Porteurs d’eau, un conte/comédie pour enfants et adultes qui illustre la campagne sur l’eau et l’importance de ce bien commun de l’humanité.
- Et également : Hector Noguera[18], Gabriel García Márquez, Gilles Clément, Noël Mamère, Claude Lelouch, Jacques Higelin, Thomas Gilou, Luis Sepulveda, Antonio Skarmeta, Ariel Dorfman, Alain Touraine, Frédéric Laffont.

### Conférences théâtrales
- 2010-2011 : Conférences théâtrales, ludiques et profondes, animées par le théâtre Aleph, et portées par des défenseurs de la nature, des opprimés de l’écologie culturelle (Alain Touraine, Serge Orru, Carmen Castillo, Gilles Clément, Laure Pourageaud, Danielle Mitterrand, Frédéric Brandon).
- 2011-2012-2013 : Conférences théâtrales, ludiques et éducatives, animées par le théâtre Aleph, et portées par des professeurs de Sciences Po Paris dans le cadre du projet collectif TESPO (Théâtre expérimental des étudiants en sciences politiques) (Max-Jean Zins, Delphine Grouès, Dominique Boullier).
- 2012 : Conférences théâtrales, ludiques et philosophiques, animées par le théâtre Aleph, et portées par un professeur de philosophie, Emmanuel Brassat.

## Œuvres

### Théâtre
- 2019 : La Démocratie de la peur
- 2018 : Au menu, Amours de saison
- 2017 : Le Bal des poètes
- 2016 : L'Indien qui marche sur la mer
- 2015 : Tignous, hasta siempre ! (saynètes « qui auraient fait rire » Tignous)[19]
- 2015 : La Brume[20]
- 2014 : Adaptation et mise en scène de Le Mystère de la chambre jaune, une pièce de Gaston Leroux
- 2013 : Mamie Chili[21]
- 2013 : Adaptation et mise en scène de Fragments d'un discours numérique, une pièce de Dominique Boullier
- 2012 : Sube sube la espumita[22]
- 2011 : OTNI – Objet théâtral non identifié[21]
- 2010 : Les Porteurs d’eau[23],[24]
- 2009 : La Nébuleuse Vie de José Miranda[21],[25]
- 2008 : Le Bazar hindou[21]
- 2007 : Hasta la vida siempre![26]
- 2005 : La Plume du corbeau (monologue)[22]
- 2004 : Pablo Neruda, ainsi la poésie n’aura pas chanté en vain[26]
- 2003 : Le 11 septembre de Salvador Allende[26]
- 2001 : Comme si de rien n’était[22]
- 2000 : Le Criminel revient toujours sur le lieu du crime[21]
- 1998 : Le Che que j’aime[21]
- 1996 : Meurtre à Valparaiso[27]
- 1995 : Le Mambo de Monsieur Paul[21]
- 1994 : Le Club des Boléros[22]
- 1993 : Réellement chaud[22]

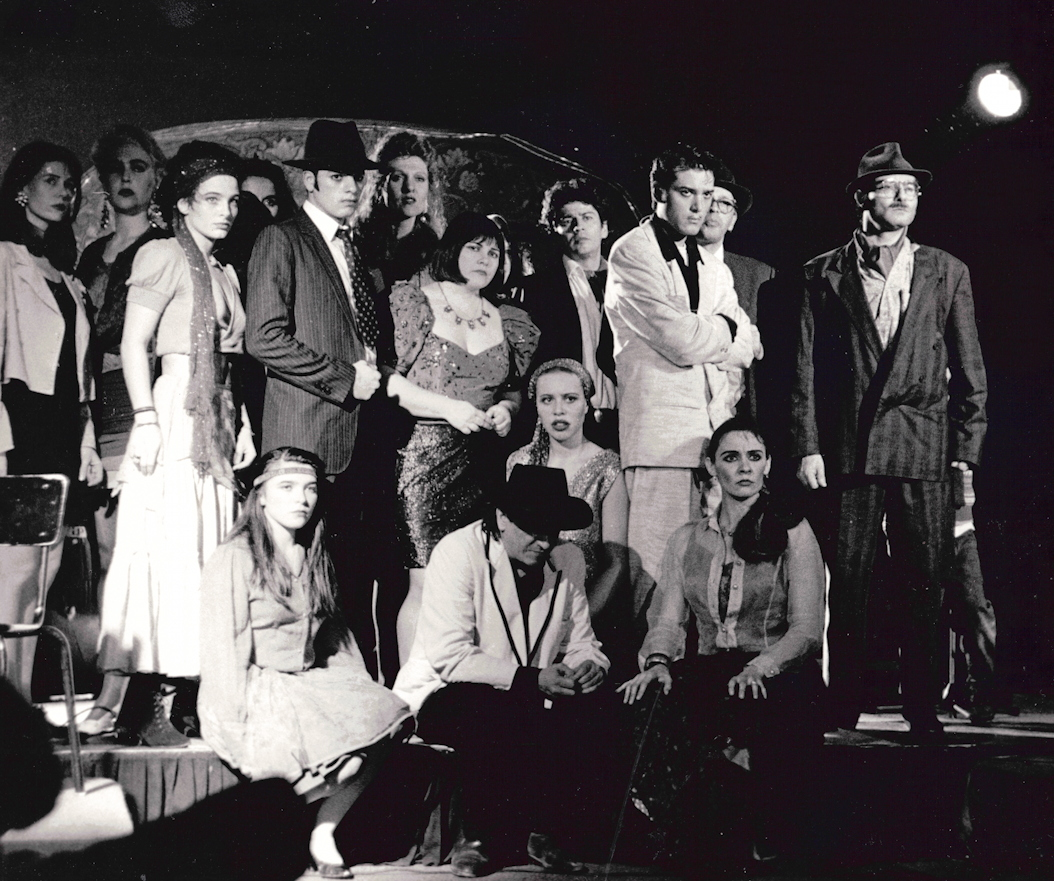
Christophe Colomb Superstar, joué le mercredi 14 octobre 1992 à Ivry-sur-Seine.

- 1992 : Christophe Colomb Superstar[21]
- 1991 : Malenke[22]
- 1989 : La Tralalaviata[21]
- 1987 : La maison accepte l’échec[22],[28]
- 1986 : Le Kabaret de la Dernière Chance[29]
- 1985 : Sauve qui peut l’amour latin arrive[21]
- 1984 : Talca, Paris et Broadway[21]
- 1983 : Il était une fois un roi[22]
- 1982 : La Nuit suspendue Prix du meilleur texte et de la meilleure mise en scène, Rencontres Charles Dullin de Villejuif.
- 1980 : L’Incroyable et Triste Histoire du Général Peñalosa et de l’Exilé Mateluna[30],[31]
- 1976 : La Guerra (Chili)
- 1975 : Sálvense quien pueda, Casimiro Peñafleta Preso Político (monologue)[32]
- 1974 : La Trinchera del Supertricio (Chili) Festival mondial du théâtre de Nancy 1977.
- 1974 : Y al principio existia la vida (Chili)
- 1973 : Cuento navideño
- 1972 : Vida, Pasión y Muerte de Casimiro Peñafleta (monologue)[33]
- 1972 : Aaah, Oooh, Aaah (Chili)
- 1972 : Grufftufss
- 1972 : Erase una vez un rey[34],[35] ; titres français : Il était une fois un roi ou Et la démocratie bordel ![36]
- 1971 : Cuantas ruedas tien un trineo (Chili)
- 1969 : Viva in mundo de Fanta Cia (Chili)
- 1969 : Se sirve usted un cocktel molotov (Chili)

### Littérature et publications
- La verdadera historia del Kabaret de la Ultima Esperanza, roman (1997), Santiago, Chili, LOM. ; adaptation de la pièce Le Kabaret de la dernière chance
- La Véritable Histoire du Kabaret de la dernière chance, roman (1999), Paris, Éditions de l’Amandier[37]
- La Plume du corbeau (2003) Paris, Éditions de l’Amandier Recueil de quatre pièces écrites par Oscar Castro : L’Exilé Mateluna, La démocratie bordel !, Le Che que j’aime, Meurtre à Valparaiso.
- Trilogie théâtrale : Le 11 septembre de Salvador Allende, Pablo Neruda, ainsi la poésie n’aura pas chanté en vain, Le Che que j’aime (2004) Paris, Éditions de l’Amandier Trois pièces autour de trois grandes figures latino-américaines du 20e siècle.
- Hasta la vida siempre (2008) Paris, Éditions de l’Amandier. Texte publié en espagnol et en français
- Les Porteurs d’eau (2011) Paris, Éditions de l’Amandier Un conte pour enfants, illustré par Marie-Hélène O’Neill, ce conte s'intègre dans la campagne des Porteurs d’eau présidée par Danielle Mitterrand. Préface de Danielle Mitterrand et postface de Gilles Clément.
- Après l'oubli le souvenir, roman (2011), Paris, Éditions de l’Amandier[38]

## Filmographie
- Ardiente paciencia de Antonio Skarmeta (1984), prix du jury, Festival Biarritz Amérique latine (1984)[1]
- La Petite Allumeuse de Danièle Dubroux (1987)
- On s’est tant aimé à Santiago de Frédéric Laffont (1988)
- Il y a des jours et des lunes de Claude Lelouch (1990)
- On peut toujours rêver de Pierre Richard (1991)
- La cavale des fous de Marco Pico (1995)
- Droit dans le mur de Pierre Richard (1997)
- Chili con carne de Thomas Gilou (1999)
- Fleur de cannelle de Frédéric Laffont (2000)[39]
- Nowhere de Luis Sepulveda (2002)

### Filmographie
- 2016 : Exil-sur-scène de Marina Paugam et Jean-Michel Rodrigo L'histoire du théâtre Aleph.

#### Vidéos et captations
- Des vidéos
- Captation de Mamie Chili
- Captation du Kabaret de la dernière chance